# Bulbophyllum intertextum
Bulbophyllum intertextum är en orkidéart som beskrevs av John Lindley. Bulbophyllum intertextum ingår i släktet Bulbophyllum och familjen orkidéer. Inga underarter finns listade i Catalogue of Life.

## Bildgalleri

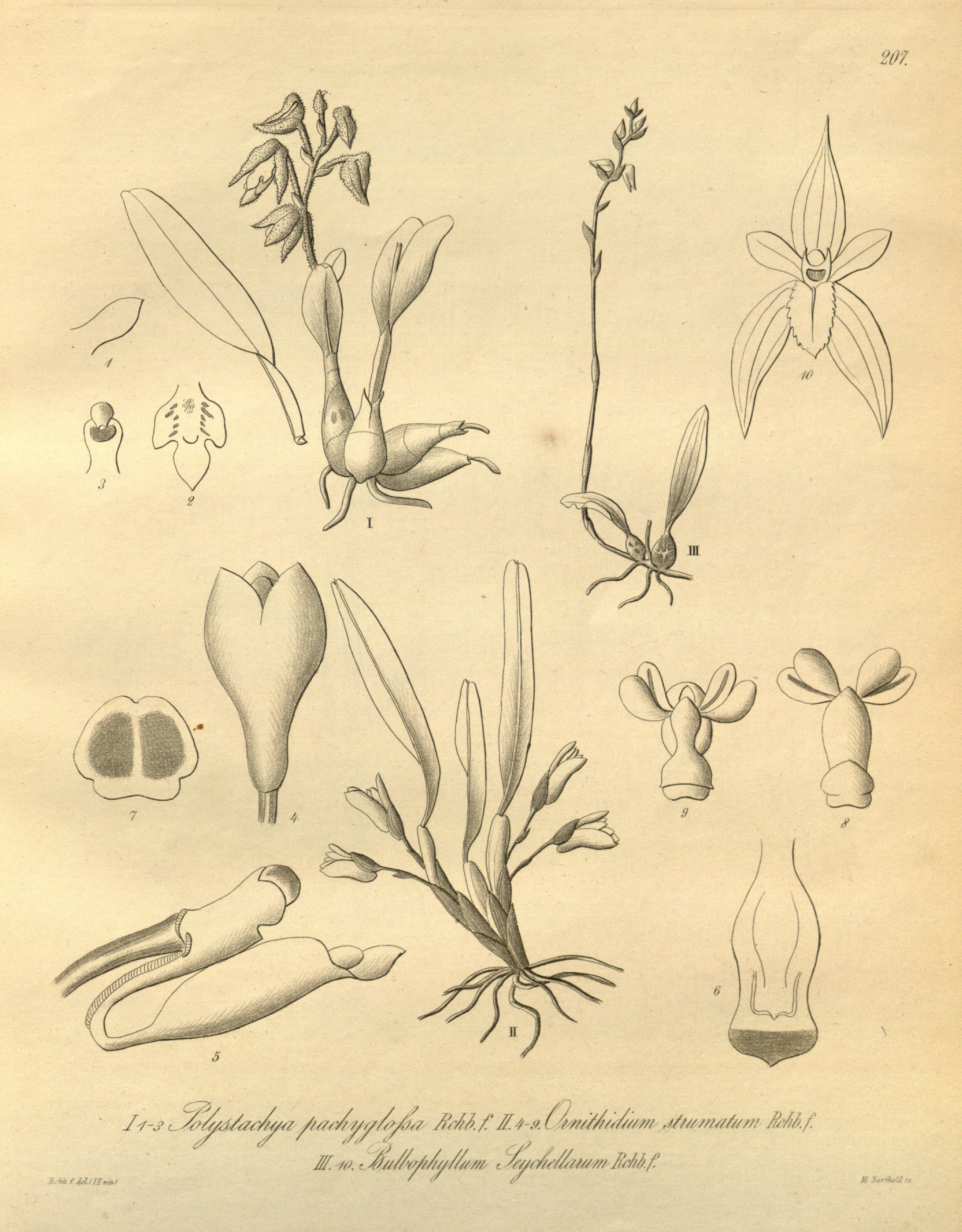